# 穆氏裂鰭亞口魚
穆氏裂鰭亞口魚（學名：Chasmistes muriei）為輻鰭魚綱鯉形目亞口魚科的其中一種，為溫帶淡水魚，原分布於北美洲美國懷俄明州傑克遜湖大壩下方斯內克河流域，為特有種，已滅絕。 